# Черский (аэропорт)
Аэропорт Черский — региональный аэропорт, расположен в посёлке Черский Нижнеколымского улуса Якутии. Обеспечивает регулярное авиасообщение с региональным центром — Якутском.

## История
В ноябре 1934 года согласно плану мероприятий по развитию Северного морского пути (СМП) в бухту Провидения была доставлена группа летного и технического состава с пятью самолетами Р-5 и двумя У-2, а в марте 1935 года самолеты перегнали на мыс Шмидта, где началась подготовка их базирования для полетов между населенными пунктами Анадырь, Провидения, Ванкарем, Мыс Шмидта. Первый коллектив аэропорта прибыл в августе 1940 года во главе с начальником аэропорта И. Н. Холутовой. Первый грунтовый аэродром был построен на Ванькином острове в 25 км от Нижних Крестов, но впоследствии было найдено ровное место на косе реки Пантелеиха, где сейчас и расположен аэродром.
C 1968 года базирующееся в аэропорту Нижнеколымское авиапредприятие — впоследствии Колымо-Индигирское авиапредприятие (КИАП), Колымо-Индигирский объединенный авиационный отряд (КИОАО) — обеспечивало деятельность дрейфующих станций (начиная со станции «Северный полюс-16»), а в 1979 году авиаторы участвовали в обеспечении научно-спортивной экспедиции «Комсомольской правды» под руководством Дмитрия Шпаро. С 1983 по 1997 годы КИАП и КИОАО руководил Георгий Александрович Ячменёв (Q125959859).
За большой вклад в авиационное обеспечение проводки морских судов, научных дрейфующих станций «Северный полюс», обслуживание северных районов и в связи с 50-летием со дня основания СМП указом Президиума Верховного совета СССР от 16 декабря 1982 года КИОАО Якутского управления гражданской авиации МГА СССР был награждён орденом «Знак Почёта».
В 1996 году КИОАО (уже включавший 6 аэропортов: Тикси, Чокурдах, Среднеколымск, Зырянка, Белая Гора, Черский) был переименован в Арктическое авиапредприятие, затем (в 1998 году) — в Черский филиал государственного унитарного предприятия «Полярные авиалинии», а в 2001 году было образовано государственное унитарное предприятие «Аэропорт Черский».

## Принимаемые типы воздушных судов
Аэропорт принимает многие типы воздушных судов: Ан-2, Ан-3, Ан-12 (зимой), Ан-24, Ан-26, Ан-28, Ан-30, Ан-32, Ан-74, Як-40, вертолёты всех типов.

## Показатели деятельности
| год        | 2014 | 2015 | 2016 | 2017 |
| пассажиров | 8351 | 7946 | 7404 | 6829 |
| Источники: |      |      |      |      |